# Jürgen Rekus
Jürgen Rekus (* 1950 in Braunschweig) ist Professor für Pädagogik an der Universität Karlsruhe.

## Leben
Nach dem Abitur 1971 an der Schillerschule Hannover absolvierte Rekus zunächst bis 1973 seinen Wehrdienst. Anschließend belegte er von 1973 bis 1976 ein Lehramtsstudium für die Fächer Allgemeine Technologie, Physik und Chemie an der Universität Hildesheim. Dieses schloss er am 1. Mai mit dem 1. Staatsexamen ab. Von 1976 bis 1981 war er im Schuldienst in Wolfsburg tätig. Das 2. Staatsexamen legte er im Februar 1978 ab. Seit 1981 studierte er Erziehungswissenschaften an der Universität Hildesheim und wurde im Februar 1985 zum Dr. phil. promoviert. Von 1981 bis 1986 war er wissenschaftlicher Angestellter am Institut für Pädagogik und Leiter der „Schulpraktischen Studien“ (Schulpraktika) und von 1986 bis 1992 Hochschulassistent am Institut für Angewandte Erziehungswissenschaft und Allgemeine Didaktik der Universität Hildesheim.
Im Jahr 1992 erfolgte seine Habilitation in Erziehungswissenschaft. In den Jahren 1992 bis 1993 hatte er eine Professur für Schulpädagogik an der Pädagogischen Hochschule Heidelberg inne. 1994 wechselte er als Professor für Allgemeine Pädagogik an die Pädagogische Hochschule Karlsruhe. Zugleich leitete Rekus von 1999 bis 2002 die Abteilung Allgemeine Pädagogik des Instituts für Bildungsforschung der Pädagogischen Hochschule Karlsruhe (wo er von 1994 bis 1998 als stellvertretender Direktor fungierte). Seit 2002 hat er eine Professur für Allgemeine Pädagogik an der Universität Karlsruhe und ist Abteilungsleiter am Institut für Berufspädagogik und Allgemeine Pädagogik.
Rekus ist Mitglied des Beirats der Gesellschaft für Bildung und Wissen e.V. Er ist zudem lizenzierter Funkamateur und ein Schirmherr der Klubstation der Universität Karlsruhe. Er plädiert für eine Integration praktischer Amateurfunkanteile in den theoretischen Physikunterricht.

## Schriften (Auswahl)
- Stichwörter: Freie Schule (Bekenntnisschule), Lehrerfortbildung – Lehrerweiterbildung, Soziales Lernen, Unterrichtsprinzipien, Werterziehung. In: R. W. Keck, U. Sandfuchs (Hrsg.): Wörterbuch der Schulpädagogik. Klinkhardt, Bad Heilbrunn 1993, ISBN 3-7815-0738-6.
- Erziehender Unterricht in der Schule. Begründung und Praxis. In: G. Gonschorek, W. Wölfing (Hrsg.): Schule und Bildung. Positionen – Anstöße – Beispiele. Weinheim 1993, ISBN 3-89271-442-8, S. 27–46.
- „Offener“ Unterricht? In: J. Rekus (Hrsg.): Grundfragen des Unterrichts. Bildung und Erziehung in der Schule. Juventa Verlag, Weinheim/München 1998, ISBN 3-7799-1047-0, S. 227–239.
- Auch die Ganztagsschule ist eine Schule. In: Engagement. Zeitschrift für Erziehung und Schule. Heft 3, 2003, S. 183–192 (ISSN 0723-3507)
- Fachunterricht und Ethik. In: M. Maring (Hrsg.): Ethisch-Philosophisches Grundlagenstudium. Ein Studienbuch. Münster 2004, ISBN 3-8258-6780-3, S. 141–152.
- Bildung und Nutzen. In: H. Strack (Hrsg.): Bildung. Beiträge zum ersten Karlsruhe Bildungsgespräch. (= Herrenalber Protokolle. 117). Karlsruhe 2004, S. 47–58.
- Abschlussprüfungen an Hauptschulen – Ein Überblick über die verschiedenen Modelle in den Bundesländern. In: Bundesvereinigung der Deutschen Arbeitgeberverbände (Hrsg.): Mit der Abschlussprüfung die Hauptschule stärken. Berlin 2004, S. 8–21.
- Stichwörter: Freie Schule (Bekenntnisschule), Lehrerfortbildung – Lehrerweiterbildung, Soziales Lernen, Unterrichtsprinzipien, Werterziehung. In: R. W. Keck, U. Sandfuchs, B. Feige (Hrsg.): Wörterbuch der Schulpädagogik. 2. völlig überarbeitete Auflage. Bad Heilbrunn 2004, ISBN 3-7815-1172-3.
- Ein zukunftsbezogenes Bildungsverständnis ist nicht auf ein bloßes Kompetenzmodell reduzierbar. In: Gymnasium Baden-Württemberg. Heft 11–12/2004, S. 6–8.
- Schulqualität durch Nationale Bildungsstandards? In: Engagement. Zeitschrift für Erziehung und Schule. Heft 4, 2004, S. 287–297 (ISSN 0723-3507)
- Intuition – die Ausrede des unvorbereiteten Lehrers? In: G. B. von Carlsburg, M. Heitger (Hrsg.): Der Lehrer – ein (un-)möglicher Beruf. Frankfurt am Main 2005, ISBN 3-631-53365-9, S. 67–78.
- Ganztagsschule – Bildungs- oder Betreuungsanstalt? In: Stimmen der Zeit. Heft 2, 2005, S. 115–130.
- Theorie der Ganztagsschule – praktische Orientierungen. In: V. Ladenthin, J. Rekus (Hrsg.): Die Ganztagsschule. Alltag, Reform, Geschichte, Theorie. Weinheim/München 2005, ISBN 3-7799-1527-8, S. 279–298.
- Die Aufgabe der Didaktik heute. In: P. Stadfeld, B. Dieckmann (Hrsg.): Allgemeine Didaktik im Wandel. Bad Heilbrunn 2005, ISBN 3-7815-1384-X, S. 53–67.
- Nationale Bildungsstandards – Grundlage von Schulqualität? In: J. Rekus (Hrsg.): Bildungsstandards, Kerncurricula und die Aufgabe der Schule. Münster 2005, ISBN 3-402-04732-2, S. 77–90.
- Wie kommt das Religiöse in die Pädagogik? Ein Beitrag aus systematischer Perspektive. In: L. Kuld, R. Bolle, Th. Knauth (Hrsg.): Pädagogik ohne Religion? Münster/New York/Berlin 2005, S. 69–80.